# Бягаща по вълните (филм)
„Бягаща по вълните“ е съветско-български игрален филм (драма, романтичен) от 1967 година на режисьора Павел Любимов, по сценарий на Александър Галич. Сценарият е написан по едноименния роман на Александър Грин. Оператор е Стоян Злъчкин. Музиката във филма е композирана от Ян Френкел.

## Актьорски състав
- Сава Хашъмов – Томас Харвей
- Ролан Биков – Капитан Гез
- Маргарита Терехова – Биче Сениел / Фрези Грант
- Наталия Богунова – Дейзи
- Олег Жаков
- Евгений Фридман
- Васил Попилиев – Тобоган
- Йордан Матев – Комисар
- Ани Спасова
- Н. Николаева
- Евстати Стратев
- Пепа Николова
- В. Вилков
- Владимир Лемпорт
- Николай Силис